# Nannette Streicher
Nannette Streicher (nascida Anna-Maria Stein; 2 de janeiro de 1769, Augsburgo – 16 de janeiro de 1833, Viena) foi uma fabricante de pianos alemã, compositora, professora de música e escritora.

## Carreira
Nannette foi a sexta filha de Johann Andreas Stein o fabricante de órgão e piano, em Augsburgo (1728-1792) e a sua esposa, Maria Regina Stein nascida Burkhart. Desde cedo ela recebia aulas de piano do seu pai, que foi influenciado pelo seu amigo Ignaz von Beecke. Em Augsburg Nannette Stein tocou piano em concertos, e às vezes com o seu amigo Nanette von Schaden. Em 1787 ela cantou "algumas pequenas árias" num concerto. Mais tarde e por motivos de saúde ela teve que desistir de cantar. Em 29 de fevereiro de 1792 após a morte do pai, ela continuou o workshop de piano de forma independente.
Em 1793 ela casou-se com o músico Johann Andreas Streicher (1761-1833) em 1794 mudou-se com ele para Viena. Ela assumiu os negócios do seu pai, inicialmente com seu irmão mais novo Matthias Andreas Stein (1776-1842), e depois de 1802 continuou em seu nome (Nannette Streicher nascida Stein). Com o apoio do seu marido e, a partir de 1824 a 1825, com o seu filho, Johann Baptist (1796-1871) como um parceiro, o negócio tornou-se num importante fabricante de pianos. Johann Baptist Streicher foi o único proprietário da fábrica, que sob a sua liderança, adquiriu muitos patentes e tornou-se mundialmente famoso. A empresa foi vendida em 1896 aos irmãos Stingl.
Nannette Streicher e Andreas não foram apenas os fabricantes de pianos. Os concertos que ela organizava foram um contributo importante para a vida musical Vienense, primeiro em seu apartamento, em seguida, a partir de 1812, num salão de piano, ela organizava e oferecia a jovens artistas as boas-vindas e oportunidades para o tocarem. Os clientes e amigos do casal incluindo o Ludwig van Beethoven e Johann Wolfgang von Goethe.
Nannette Streicher por vezes tocava em privado ante dos amigos e visitantes do círculo de música, e às vezes juntamente com a sua filha Sophie (1797-1840), igualmente uma talentosa pianista. Seu círculo incluía muitos grandes músicos de Viena e a sua amizade com Beethoven está documentada em mais de sessenta cartas, em que o compositor procurou aconselhamento e assistência em domicílio e perguntas educacionais, depois que ele foi concedida a guarda do seu sobrinho Karl.
Nanette Streicher faleceu em 16 de janeiro de 1833, depois de dois meses de doença.

## Obras
- Deux Marchas pour le Piano Forte.  Composées par Madame Nannette Streicher nascida Stein. Prémio De 75 Cs. Bona et oportunidades de hotéis de Colónia chez N. Simrock. Propriedade de l''Editeur 1378. [1827.]
- Klage über den frühen Tod der Jungfer Ursula Sabina Fase.  Für eine Singstimme und Klavier (c-Moll), Augsburg 1788.

## Gravações
- Jan Vermeulen. Franz Schubert "Works for fortepiano. Volume 1". Nannette Streicher 1826, fortepiano.